# James Kirke Paulding

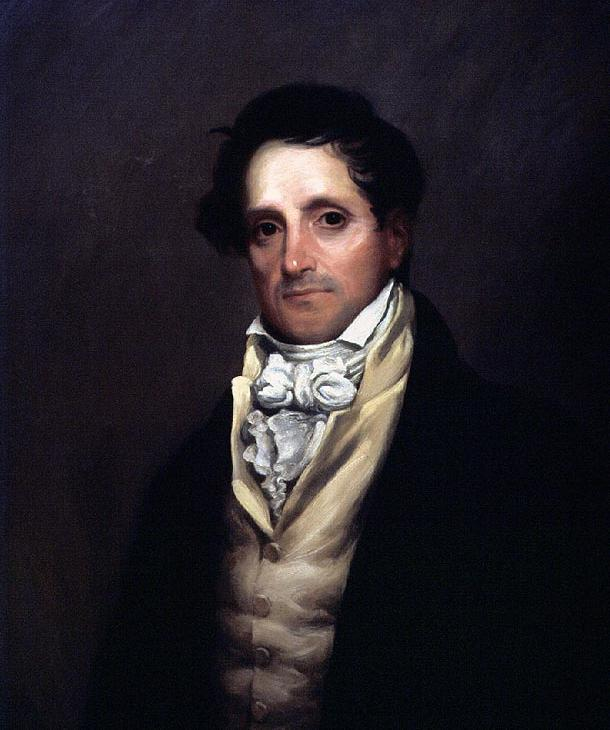
James Kirke Paulding

James Kirke Paulding (* 22. August 1778 in Nine Partners, New York; † 6. April 1860 in Hyde Park, New York) war ein amerikanischer Schriftsteller und US Secretary of the Navy.

## Schriftstellerische Laufbahn

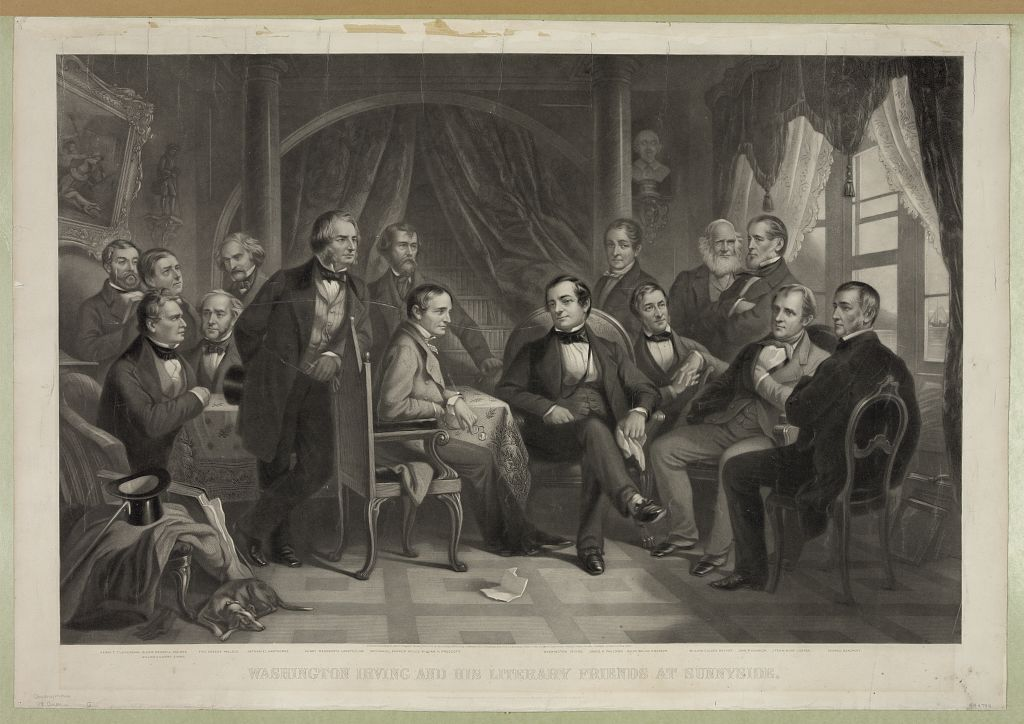
Washington Irving und seine literarischen Freunde – dieser Stich aus dem Jahr 1864 zeigt ein imaginäres Treffen der damaligen Größen der amerikanischen Literatur in Washington Irvings Bibliothek. Irving (in der Mitte des Bildes) wird als „Vater“ und Mittelpunkt der amerikanischen Literatur dargestellt.
Von links nach rechts sind abgebildet: Henry Theodore Tuckerman, Oliver Wendell Holmes, Sr., William Gilmore Simms, Fitz-Greene Halleck, Nathaniel Hawthorne, Henry Wadsworth Longfellow, Nathaniel Parker Willis, William Hickling Prescott, Washington Irving, James Kirke Paulding, Ralph Waldo Emerson, William Cullen Bryant, John Pendleton Kennedy, James Fenimore Cooper, George Bancroft. An der Auswahl wird der Wandel des Kanons der Literatur seit dieser Zeit deutlich: Viele heute kanonische Autoren des 19. Jahrhunderts wie Herman Melville und Walt Whitman fehlen, einstige Granden wie Tuckerman und Willis sind heute in Vergessenheit geraten.

Paulding war durch seine Schwester Julia Paulding, der Ehefrau von William Irving, mit dessen Bruder Washington Irving verschwägert. Zusammen mit diesen gründete er 1807 die bis 1808 erscheinende satirische Zeitschrift Salmagundi, in der die drei unter zahlreichen wechselnden Pseudonymen auch sämtliche Beiträge verfassten. Allerdings wurde er auch Selbst Gegenstand satirischer Rezensionen wie beispielsweise durch Joseph Rodman Drake, der unter dem Pseudonym Croaker in der Tageszeitung Evening Post Artikel verfasste. Andererseits verfasste er selbst wiederum Artikel in der Zeitschrift The Analectic Magazine.
In den folgenden Jahren erschienen von ihm Veröffentlichungen, die vom Roman und Satire bis hin zu biografischen Werken reichten. Seine bedeutendsten Bücher waren:
- The Diverting History of John Bull and Brother Jonathan (1812)
- The Lay of the Scotch Fiddle (1813)
- The Backwoodsman (1818)
- A Sketch of Old England by a New England Man (1822)
- Koningsmarke, the Long Finne (1823)
- John Bull in America, or the New Munchausen (1825)
- The Merry Tales of the Three Wise Men of Gotham (1826)
- The New Mirror for Travellers (1828)
- Tales of the Good Woman, by a Doubtful Gentleman (1829)
- Chronicles of the City of Gotham, from the Papers of a Retired Common Councilman (1830)
- The Dutchman's Fireside (1831)
- Westward Ho! (1832)
- Life of George Washington (1835)
- View of Slavery in the United States (1836)
- The Book of St. Nicholas (1837)
- A Gift from Fairy Land (1838)
- The Old Continental, or the Price of Liberty (1846)
- The Puritan and His Daughter (1849)

Des Weiteren gehörte er zum Freundeskreis von Edgar Allan Poe und bemühte sich für diesen vergeblich um die Veröffentlichung von dessen Artikeln in verschiedenen Magazinen, konnte Poe aber zum Schreiben von dessen einzigem Roman Der Bericht des Arthur Gordon Pym 1838 überreden.

## Aufstieg zum US Secretary of the Navy
Neben seinem schriftstellerischen Schaffen wurde er 1815 Mitarbeiter des Marineministeriums (United States Department of the Navy) war dort zunächst bis 1823 Sekretär der Behörde der Marinekommissare (Board of Navy Commissioners). Anschließend war er zwischen 1824 und 1838 Marineagent der Hafenbehörde von New York (Port Authority of New York).
Am 1. Juli 1838 wurde er schließlich selbst durch Präsident Martin Van Buren zum U-Marineminister (US Secretary of the Navy) in dessen Kabinett ernannt und bekleidete dieses Amt bis zum Ende von Van Burens Präsidentschaft am 4. März 1841. Ihm zu Ehren benannte das Advisory Committee on Antarctic Names im Jahr 1955 die Paulding Bay, eine Bucht an der Banzare-Küste des Wilkeslands in Antarktika.